# Грицай Віталій Леонідович
Віталій Леонідович Грицай (нар. 20 січня 1991, Городище, Черкаська область, УРСР) —український футболіст, півзахисник аматорського клубу «ЛНЗ-Лебедин».

## Клубна кар'єра

### Початок кар'єри
Народився в місті Городище Черкаської області. До 2008 року займався в молодіжній академії «Княжа» (Щасливе). Дорослу футбольну кар'єру розпочав у складі «ДЮСШ-Зеніту» (Боярка), за яку в аматорському чемпіонаті України зіграв 1 матч. Потім повернувся до клубної структури «Княжої». Виступав за другий склад команди зі Щасливого, у складі якого дебютував на професіональному рівні. Перший матч — 20 липня 2007 року, 1-й тур групи А Другої ліги проти черкаського «Дніпра». Віталій вийшов на поле на 73-й хвилині, замінивши Юрія Федосенка. У складі «Княжої-2» зіграв 19 поєдинків у Другій лізі.

### «Львів»
Під час зимової перерви сезону 2008/09 років перейшов до «Львів». Того сезону «городяни» виступали в Прем'єр-лізі, але Грицай в тих матчах на поле на виходив. Натомість Віталій виступав у «дублі», в складі якого зіграв 13 поєдинків та відзначився 2-а голами. За підсумками сезону «Львів» покинув вищий дивізіон та опинився в Першій лізі. Після цього Нрицай отримав шанс проявити себе в матчах за першу команду, в складі якої дебютував 18 липня 2009 року в переможному (4:0) виїзному поєдинку 1-о туру Першої ліги проти тернопільської «Ниви». Віталій вийшов на поле в стартовому складі, на 31-й хвилині відзначився дебютним голом на професіональному рівні, а на 73-й хвилині його замінив Михайло Козак. У футболці «городян» у Першій лізі зіграв 42 матчі та відзначився 5-а голами, ще 1 поєдинок провів у кубку України. У другій частині сезону 2009/10 років виступав за друголіговий фарм-клуб львів'ян, ФК «Львів-2» (6 матчів, 2 голи).

### «Сталь»
У січні 2012 року відправився на перегляд до алчевської «Сталі», за результатами якого підписав контракт з клубом. 22 березня 2012 року потрапив до заявки алчевської команди на весняну частину сезону 2011/12 років, а вже 20 березня дебютував за нову команду в програному (1:2) виїзному поєдинку 23-о туру Першої ліги проти «Севастополя». Грицай вийшов на поле в стартовому складі, а на 86-й хвилині його замінив Руслан Степанюк. Дебютним голом за алчевський колектив відзначився 13 квітня 2012 року на 54-й хвилині переможного (3:0) домашнього поєдинку 26-о туру Першої ліги проти бурштинського «Енергетика». Віталій вийшов на поле в стартовому складі та відіграв увесь матч, а на 82-й хвилині отримав жовту картку. У першій частині сезону 2013/14 років отримав травму, через що втратив місце в основі й вже не зміг його собі повернути. У складі алчевців відіграв два сезони, за цей час у Першій лізі зіграв 50 матчів та відзначився 4-а голами, ще 3 матчі (1 гол) провів у кубку України.

### «Десна»
У січні 2014 року відправився на перегляд до чернігівської «Десни», за результатми якого підписав контракт з клубом. 25 березня 2014 року потрапив до заявки «Десни» на весняну частину чемпіонату, у футболці якої дебютував 26 березня 2014 року в програному (0:2) домашньому поєдинку 1/4 фіналу кубку України проти донецького «Шахтаря». Грицай вийшов на поле на 83-й хвилині, замінивши Єгора Картушова. У першій лізі в складі чернігівців дебютував 29 березня в програному (1:2) домашньому поєдинку 21-о туру проти ФК «Полтава». Віталій вийшов на поле на 76-й хвилині, замінивши Петра Кондратюка. У складі «Десни» основним не став, у весняно-літній частині сезону зіграв 6 матчів у Першій лізі та 1 поєдинок у кубку України. По завершенні сезону залишив розташування чернігівського клубу.

### «Черкаський Дніпро»
Влітку 2014 року відправився на перегляд до «Черкаського Дніпра». Разом з командою Юрія Бакалова пройшов підготовчі тренувальні збори, за результатами яких підписав контракт з клубом. Дебютував у складі черкаського колективу 26 дипня 2014 року в програному (0:1) виїзному поєдинку 1-о туру Другої ліги проти стрийської «Скали». Віталій вийшов на поле в стартовому складі, а на 46-й хвилині його замінив Євген Колесник. У весняно-осінній частині сезону зіграв 10 матчів (8 — у Другій лізі та 2 — у кубку України). На початку грудня 2014 року залишив черкаський колектив.

### Виступи на аматорському рівні
У 2015 році перейшов в аматорський клуб «Колос» (Вільшана), наступного року повернувся в рідне місто, де захищав кольори місцевого клубу «Шевченківський край». З 2017 року виступає в клубі «ЛНЗ-Лебедин».

## Кар'єра в збірній
У 2009 році провів 2 матчі за юнацьку збірну України.